# Sucuk
Sucuk er en tør, krydret pølse oprindeligt fra Tyrkiet. Pølsen spises også på Balkan og i Centralasien.

## Navn
Det tyrkiske navn sucuk er vidtspredt benyttes i lettere omskrevet form i andre sprog i regionen, heriblandt: 
- gaugasisk sucuk
- albansk suxhuk
- arabisk: سجق
- armensk: սուջուխ / suǰux
- bulgarsk: суджук / sudzhuk
- græsk: σουτζούκι / sutzúki
- makedonsk: суџук / sudžuk
- rumænsk: sugiuc
- russisk: суджук / sudzhuk
- serbisk/kroatisk/bosnisk cyџyk / sudžuk

Beslægtede navne findes også i andre tyrkiske sprog.
- kasakhisk: шұжық / shujyq
- kirgisisk: чучук / chuchuk

## Tilberedning og varianter
I Middelalderen var der stor variation i pølseproduktionen, selvom indmaden aldrig blev brugt i osmanniske pølser, var det en normal ingrediens i de mange forskellige sucuk-varianter produceret i samtidens Rumænien.
Traditionel Sucuk består af hakkekød, (sædvanligvis oksekød eller lammekød. sort peber, aleppopeber, hvidløg, rød peber og spidskommen blev blandet i kødet før det bliver hakket. Det hakkede kød hviler herefter i cirka 24 timer før det krydrede kødfyld bliver fyldt i hylsteret.
- Regional varieties of sujuk
- Sucuk fra Armenien.
- Sudzhuk fra Bulgarien
- Hjemmelavet suxhuk fra Kosovo

## Retter med sucuk
Tynde skriver sucuk kan steges på panden i en smule smør, mens større stykker kan grilles. "Sucuklu yumurta", som betyder "Æg med sucuk", serveres normalt som en tyrkisk morgenmadsret. "Sucuklu yumurta" er en simpel ret med æg stegt stammen med sucuk, men sucuk kan også spises med andre ægretter såsom "Menemen" (som minder om Schakschuka, men med røræg i stedet for pocherede æg).
Sucuk tilføjes til mange forskellige retter, inklusiv hestebønnestuvning ("kuru fasulye"), fyldt filodej-bagværk ("Börek") og som fyld på pizza eller "pide".
- Æg med sucuk
- Brød med sucuk